# Jean-François Laguionie
Jean-François Laguionie (Besançon, 4 ottobre 1939) è un regista e scrittore francese.

## Biografia
Jean-François Laguionie, grazie all'intermediazione dell'amico Jacques Colombat, conobbe il regista e animatore Paul Grimault, che gli produsse i suoi primi tre cortometraggi, e lavorò nel suo studio d'animazione tra il 1963 e il 1973. Qui girò il suo primo corto, La Demoiselle et le Violoncelliste, che venne premiato con il Grand prix al Festival internazionale del film d'animazione di Annecy del 1965.
Nel 1978 girò il corto La Traversée de l'Atlantique à la rame, col quale vinse la Palma d'oro al cortometraggio al Festival di Cannes 1978 e il Premio al Miglior cortometraggio d'animazione ai César 1979.
Nel corso degli anni è regista di numerosi lungometraggi d'animazione: Gwen, le livre de sable (1984), Scimmie come noi (1999), L'Île de Black Mór (2004), La tela animata (2011), Le stagioni di Louise (2016), Il viaggio del Principe (2019) e Una barca in giardino (2024).
Nel 2019 viene premiato al Festival internazionale del film d'animazione di Annecy con il Cristal d’honneur alla carriera.

## Filmografia

### Lungometraggi
- Gwen, le livre de sable (1984)
- Scimmie come noi (Le Château des singes) (1999)
- L'Île de Black Mór (2004)
- La tela animata (Le Tableau) (2011)
- Le stagioni di Louise (Louise en hiver) (2016)
- Il viaggio del Principe (Le Voyage du prince) (2019)
- Les Mondes imaginaires de Jean-François Laguionie (2019)
- Una barca in giardino (Slocum et moi) (2024)

### Cortometraggi
- La Demoiselle et le Violoncelliste (1965)
- L'Arche de Noé (1967)
- Une bombe par hasard... (1969)
- Plage privée (1971)
- Hélène ou le malentendu (1972)
- Potr' et la fille des eaux (1974)
- L'Acteur (1975)
- Le Masque du Diable (1976)
- La Traversée de l'Atlantique à la rame (1978)

## Opere
- La Ville et le Vagabond, Leon Faure, 1978.
- La Traversée de l'Atlantique à la rame, collana Folio, Gallimard, 1978.
- Les Puces de sable, Leon Faure, 1980.
- Image-image, Leon Faure, 1981.
- Le Château des singes, Casterman, 2000.
- Pantin la Pirouette, Albin Michel, 2004.
- L'Île de Black Mór, Albin Michel, 2004, ISBN 978-2226112965.
- La Vie agitée des eaux dormantes, Folies d'encre, 2005.
- Le Tableau, Glénat, 2011.
- Au début tout va bien, Éditions Delatour, 2016.
- En attendant Collard ou la septième boite, Éditions Delatour, 2016.
- Ode à la nuit, Éditions Delatour, 2016.
- Louise en hiver, Éditions Delatour, 2016.
- Louise en hiver, Éditions de l’œil, 2016.
- Le Peintre et le Gouverneur, Éditions Maurice Nadeau, 2021.
- Un bateau dans le jardin, Éditions Maurice Nadeau, 2022.